# The Spartans FC
The Spartans FC is een voetbalclub uit de Schotse hoofdstad Edinburgh en speelt in de Scottish League Two.

## Geschiedenis
De club werd in 1951 opgericht door ex-spelers van Edinburgh University. De club speelde het grootste deel van haar bestaan in de amateurreeksen. In 2023 promoveerde de club voor het eerst naar de Scottish League Two nadat ze Albion Rovers versloegen in de play-offs. In hun eerste seizoen eindigden ze op een derde plaats en speelden de promotie-eindronde, waar ze eerst Peterhead versloegen, maar dan zelf verslagen werden door Dumbarton. 
De club speelde lange tijd in het City Park en verhuisde in 2017 naar Ainslie Park